# Horná Breznica
Horná Breznica és un poble i municipi d'Eslovàquia que es troba a la regió de Trenčín. La primera menció escrita de la vila es remunta al 1388.

## Demografia
| Godina             | 1994 | 2004   | 2014   | 2024   |
| ------------------ | ---- | ------ | ------ | ------ |
| Nombre de persones | 461  | 451    | 475    | 497    |
| Diferència         |      | −2,16% | +5,32% | +4,63% |

| Godina             | 2023 | 2024   |
| ------------------ | ---- | ------ |
| Nombre de persones | 498  | 497    |
| Diferència         |      | −0,20% |